# Lozna (Serbia)
Lozna (cyr. Лозна) – wieś w Serbii, w okręgu rasińskim, w gminie Trstenik. W 2011 roku liczyła 336 mieszkańców.